# Maryville, Illinois
Maryville är en ort (village) i Madison County, i delstaten Illinois, USA. Enligt United States Census Bureau har orten en folkmängd på 7 465 invånare (2011) och en landarea på 13,8 km².